# Reinaldo Maia
Reinaldo Maia (Ibitinga, São Paulo 1954 – São Paulo 17 de abril de 2009) foi um ator, dramaturgo e diretor teatral brasileiro. Foi um dos fundadores do grupo Folias d'Arte, no final dos anos 1990, e autor dos livros "Uai, Why Not", "O Ator-Criador (um caminho)" e "Brecht Visto da Rua", além de um dos principais articuladores do movimento Arte Contra a Barbárie. Também foi um dos redatores da Lei de Fomento ao Teatro para a Cidade de São Paulo.

## Biografia
Natural de Ibitinga, Maia formou-se em filosofia pela Universidade de São Paulo. Como autor, tem dezenas de peças encenadas, entre criações originais, como Babilônia e Folias Fellinianas, e adaptações para o teatro de obras como Oresteia. Como ator, brilhou no papel de um comunista em El Día Que Me Quieras, dirigida por Marco Antonio Rodrigues, um de seus principais parceiros na arte, também fundador do grupo Folias d'Arte. Trabalhava na Fundação Nacional de Arte (FUNARTE).